# LabKey-Server
Der LabKey-Server ist eine freie und Open-Source-Software, um biomedizinische Daten zu integrieren, analysieren und zu teilen.
Der LabKey-Server wurde unter dem Namen Computational Proteomics Analysis System (CPAS) am Fred Hutchinson Cancer Research Center für den Umgang mit den dort anfallenden großen Datenmengen entwickelt. Ein Team wollte die Software anderen wissenschaftlichen Nutzern zur Verfügung stellen und gründete als Spin-off die LabKey Software.
Mit dem LabKey-Server können Daten webbasiert gespeichert und abgefragt werden. Daten können aus verschiedenen Datenbanken (PostgreSQL, Microsoft SQL Server, Oracle, MySQL) und zum Beispiel Microsoft Excel eingelesen werden. Es gibt insbesondere Unterstützung für Daten aus den Bereichen Massenspektrometrie, Durchflusszytometrie, DNA-Chip-Technologie, Mikrotiterplatte, ELISPOT, Enzyme-linked Immunosorbent Assay und Beobachtungsstudien. Der LabKey-Server bietet eine Plattform, um in einer Art Web-Interface Projekte auf Basis von Daten anzulegen. Projektseiten können zur Datenintegration, -analyse oder -visualisierung, für ein Wiki, für Reports und Anderes dienen und einen Workflow ermöglichen. Projekte lassen sich mit unterschiedlichen Öffentlichkeitseinstellungen mit anderen Personen teilen.
Der LabKey-Server wurde in Java geschrieben. Java-basierte Module, jedoch auch Erweiterungen, die in XML, HTML oder JavaScript geschrieben wurden, können verwendet werden. Zusätzlich lassen sich Java sowie R, Python, Perl, SAS und JavaScript einbinden. Auch SQL kann für Abfragen genutzt werden.
LabKey und Professor Dave O’Connor von der University of Wisconsin–Madison haben 2016 das Zika Open Research Portal ins Leben gerufen, wobei der LabKey-Server verwendet wird. Das Portal ermöglicht Zugang zu Daten des Zika Experimental Science Team (ZEST) und ist die erste Plattform, die somit Forschungsdaten in Echtzeit teilt.